# Astratodina agenor
Astratodina agenor är en nattsländeart som beskrevs av Schmid 1991. Astratodina agenor ingår i släktet Astratodina och familjen husmasknattsländor. Inga underarter finns listade i Catalogue of Life.